# Pectina
Pectina (do grego antigo: πηκτικός pēktikós, "coagulado, coalhado") é um heteropolissacarídeo contido nas lamelas média e primária e na parede celular de plantas terrestres. Seu principal componente é o ácido galacturónico, um ácido de açúcar derivado da galactose. Foi primeiro isolado e descrito em 1825 por Henri Braconnot. É produzido comercialmente como um pó de coloração branca-amarronzada, extraída principalmente de frutas cítricas, e é usada na preparação de alimentos como um agente espessante, particularmente em compotas e geleias. Também é usada em sobremesas, remédios, doces, como estabilizante em sucos e bebidas lácteas, e como fonte de fibra dietética.

## Biologia
Em biologia vegetal, a pectina consiste de um grupo complexo de polissacarídeos que estão presentes na maioria das paredes celulares primárias e são particularmente abundantes nas partes não amadeiradas das plantas terrestres. Pectina é um componente principal da lamela média, onde ela ajuda a manter as células 'grudadas'. A pectina é depositada por exocitose na parede celular via vesículas produzidas no Complexo de Golgi.
A quantidade, estrutura e composição química da pectina varia entre diferentes plantas, varia ao longo do tempo dentro de uma planta e varia entre as diferentes partes da mesma planta. A pectina é um importante polissacarídeo da parede celular que permite a extensão da parede celular primária e o crescimento da planta. Durante o amadurecimento da fruta, a pectina é quebrada pelas enzimas pectinase e pectinesterase, processo em que a fruta se torna mais macia conforme a lamela média se quebra e as células se separam umas das outras. Um processo semelhante de separação de células causado pela quebra de pectina ocorre na zona de abscisão dos pecíolos de plantas decíduas na queda das folhas.
A pectina é uma parte natural da dieta humana, mas não contribui significativamente para a nutrição. A ingestão diária de pectina de frutas e vegetais pode ser estimada em cerca de 5 g, se aproximadamente 500 g de frutas e vegetais forem consumidos por dia.
Na digestão humana, a pectina se liga ao colesterol no trato gastrointestinal e retarda a absorção de glicose por reter carboidratos. A pectina é, portanto, uma fibra dietética solúvel. Em camundongos diabéticos não obesos (NOD), a pectina demonstrou aumentar a incidência de diabetes.
Um estudo descobriu que após o consumo de frutas, a concentração de metanol no corpo humano aumentou em até uma ordem de magnitude devido à degradação da pectina natural (que é esterificada com álcool metílico) no cólon.
Foi observado que a pectina tem alguma função no reparo do DNA de alguns tipos de sementes de plantas, geralmente plantas do deserto. As películas de superfície pectinácea, que são ricas em pectina, criam uma camada de mucilagem que retém o orvalho que ajuda a célula a reparar seu DNA.
O consumo de pectina demonstrou reduzir ligeiramente (3-7%) os níveis de colesterol LDL no sangue. O efeito depende da fonte de pectina; as pectinas de maçã e cítricas foram mais eficazes do que a pectina de fibra de polpa de laranja. O mecanismo parece ser um aumento da viscosidade no trato intestinal, levando a uma absorção reduzida de colesterol da bile ou dos alimentos. No intestino grosso e no cólon, os microrganismos degradam a pectina e liberam ácidos graxos de cadeia curta que têm influência positiva na saúde (efeito prebiótico).

## Química
Constituído principalmente de polímeros de ácido galacturónico, ramnose, arabinose e galactose.
As suas ramificações servem para aprisionar a água em redor a fim de tornar o meio mais gelatinoso.
A pectina é um ácido poligalacturônico parcialmente esterificado com grupos metoxila.
O grau de metoxilação (GM) é uma medida  que relaciona a quantidade de ácidos galacturônicos na forma esterificada com grupos metílicos. Assim, um GM de 0,6 indica 60% de esterificação.
As pectinas com alto grau de metoxilação tem GM maior que 0,5. Em altas concentrações de açúcar, tanto as pectinas de alta quanto as de baixa metoxilação podem formar gel, mas se a concentração de açúcar é baixa, apenas as de baixa metoxilação formam gel e, ainda, somente na presença de certos cátions, sendo o cálcio o mais utilizado.
As pectinas presentes nas frutas são geralmente as de alta metoxilação.
A graduação de uma pectina é a medida do seu poder de geleificação, dada geralmente em graus SAG. Estes são o número de gramas de sacarose que é capaz de geleificar um grama de pectina, formando um gel de consistência padronizada em condições determinadas.
A velocidade de geleificação também vai depender do grau de metoxilação. Em pectinas com GM maior que 69% ela ocorre com maior rapidez e sob temperaturas mais altas. Já pectinas com GM menor que 62%  são classificadas como muito lentas.
Essas pectinas são úteis na elaboração de produtos com frutas em suspensão, pois a geleificação rápida sob alta temperatura mantém os pedaços de frutas bem distribuídos na massa, evitando-se a decantação ou afloramento dos pedaços de frutas.
Pectina caseira pode ser preparada com a parte branca da laranja, triturada e fervida com água na presença de acido citrico ou suco de limão.